# Anchiceratops

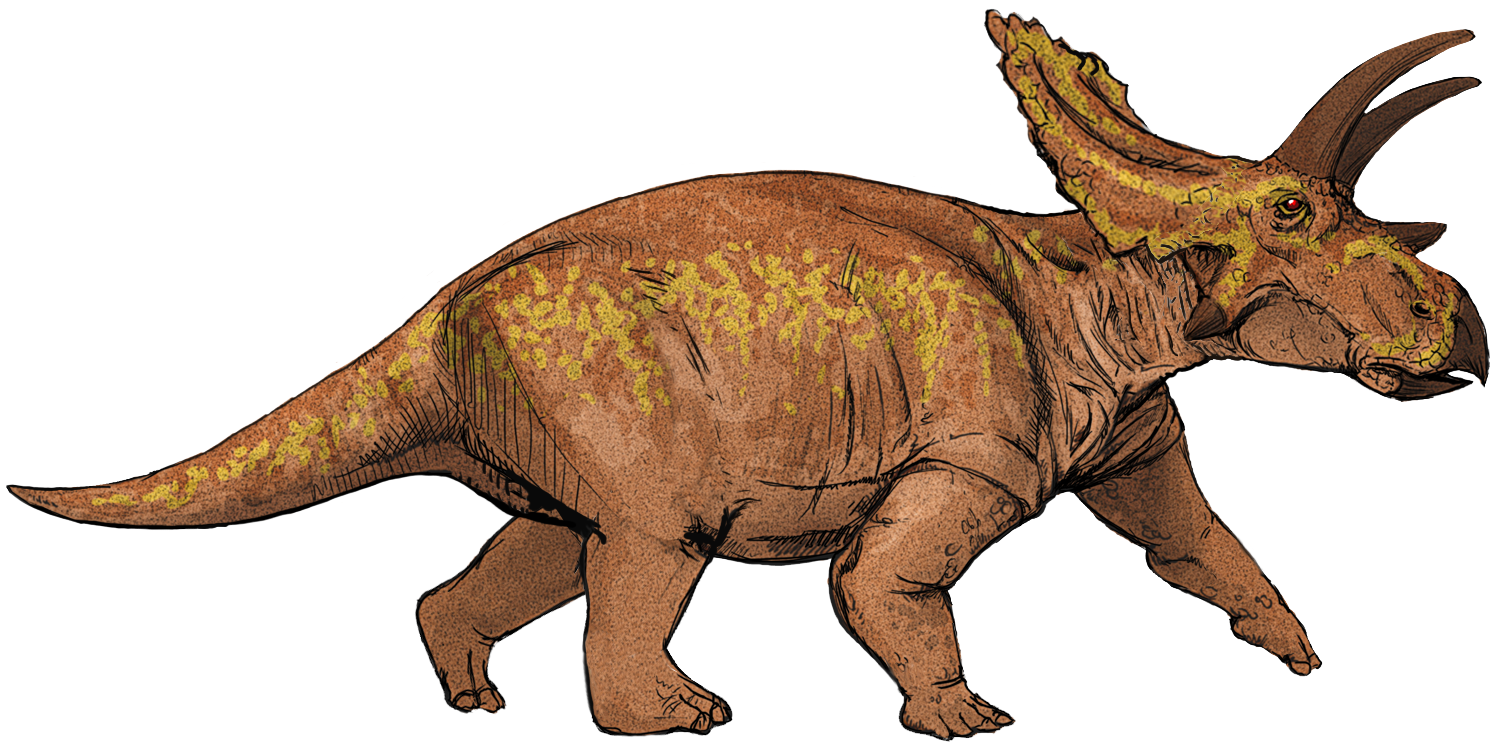
Lebendrekonstruktion von Anchiceratops

Anchiceratops ist eine Gattung von Vogelbeckensauriern aus der Gruppe der Ceratopsidae innerhalb der Ceratopsia.

## Merkmale
Anchiceratops wies den typischen Körperbau der Ceratopsidae auf und war mit rund 6 Metern Länge ein mittelgroßer Vertreter dieser Gruppe. Der Schädel war groß und wuchtig, die Schnauze wie bei allen Vertretern dieser Dinosauriergruppe zugespitzt und papageienschnabelähnlich. Sie wurde aus dem Rostralknochen (vor dem Oberkiefer) und dem Praedentale (vor dem Unterkiefer) gebildet. Die Bezahnung setzte sich aus Zahnbatterien zusammen, das sind reihenförmig angeordnete Zähne, die bei Abnutzung durch den nachfolgenden Zahn ersetzt wurden. Die Okklusionsflächen des Gebisses standen annähernd senkrecht.
Auf dem Nasenbein saß ein kleines Horn, die Überaugenhörner waren deutlich länger und nach vorne gebogen. Der für die Ceratopsidae typische Nackenschild war aus dem Scheitel- und dem Schuppenbein gebildet. Er war relativ lang, aber im Gegensatz zum Nackenschild verwandter Arten nur mit kleinen, paarigen Öffnungen versehen. Am Rand des Schildes befanden sich zackenförmige Verknöcherungen, die Epocciptale genannt werden.
Der Rumpf war kräftig gebaut, die Gliedmaßen stämmig. Die Vordergliedmaßen, die in fünf Zehen endeten, waren deutlich kürzer als die Hinterbeine, die vier mit Hufen versehene Zehen trugen. Anchiceratops bewegte sich stets quadruped (auf allen vieren) fort.

## Paläobiologie
Von Anchiceratops sind bone beds („Knochenlager“) bekannt, bei denen die Überreste zahlreicher Tiere aus verschiedenen Altersstufen gefunden wurden. Es ist denkbar, dass diese Tiere zumindest zeitweise in größeren Verbänden zusammenlebten und eventuell durch eine Naturkatastrophe (Flut oder Dürre) gemeinsam umkamen.
Hörner und Nackenschilde der Ceratopsidae werden häufig mit der Verteidigung gegenüber Fressfeinden in Zusammenhang gebracht. Nach heutiger Sichtweise diente der Kopfschmuck jedoch vorrangig der Identifikation der einzelnen Arten sowie der Interaktion mit Artgenossen – entweder durch Zurschaustellung, Drohgebärden oder auch in Kämpfen. Dabei ging es möglicherweise um Reviergrenzen oder Paarungsvorrechte.
Die Zahnbatterien von Anchiceratops mit den senkrechten Okklusionsflächen waren für eine schneidende, nicht aber mahlende Bewegung ausgerichtet. Die zugespitzte Schnauze ist Anzeichen für die Fähigkeit selektiver Nahrungsaufnahme. Der Bau des Unterkiefers deutet auf eine hohe Beißkraft hin. Wahrscheinlich ernährte sich dieser Dinosaurier von harten, faserigen Pflanzen.

## Entdeckung und Benennung
Die fossilen Überreste von Anchiceratops wurden in der Horseshoe-Canyon-Formation in Alberta (Kanada) gefunden und 1914 von Barnum Brown erstbeschrieben. Der Name leitet sich von den griechischen Wörtern anchi (=„nahe“) und keratops (=„Horngesicht“) ab, weil der Dinosaurier nach Ansicht des Erstbeschreibers nahe mit den schon bekannten Ceratopsia verwandt war. Typusart ist A. ornatus, eine zweite, 1929 beschriebene Art namens A. longirostris, gilt heute als Synonym von A. ornatus. Die Funde stammen aus der Oberkreide (spätes Campanium bis frühes Maastrichtium) und sind ca. 76 bis 69 Millionen Jahre alt.

## Systematik
Anchiceratops wird innerhalb der Ceratopsidae in die Chasmosaurinae eingeordnet, die durch lange Überaugenhörner und einen meist langen Nackenschild charakterisiert waren. Sein Schwestertaxon dürfte Arrhinoceratops sein.